# Melanagromyza gerberivora
Melanagromyza gerberivora är en tvåvingeart som beskrevs av Spencer 1960. Melanagromyza gerberivora ingår i släktet Melanagromyza och familjen minerarflugor. Inga underarter finns listade i Catalogue of Life.